# Nathan Peterman
Nathan Michael Peterman (* 4. Mai 1994 in Jacksonville, Florida) ist ein US-amerikanischer American-Football-Spieler auf der Position des Quarterbacks.
Er spielte zuletzt für die Atlanta Falcons in der National Football League (NFL). Er wurde im NFL Draft 2017 in der 5. Runde von den Buffalo Bills ausgewählt, von 2018 bis 2021 spielte er für die Oakland / Las Vegas Raiders und von 2022 bis 2023 für die Chicago Bears. In der Saisonvorbereitung 2024 war er für die New Orleans Saints und die Las Vegas Raiders aktiv.
Seine Studentenzeit verbrachte er an der University of Tennessee und später an der University of Pittsburgh, wo er für die Tennessee Volunteers und die Pittsburgh Panthers spielte.